# Zasada wodzostwa
Zasada wodzostwa (niem Führerprinzip) – zasada sprawowania władzy w III Rzeszy.
Zasadę wodzostwa cechowała ściśle hierarchiczna struktura władzy, zasada pełnego posłuszeństwa wodzowi, który utożsamiany był z państwem, bezwzględnego podporządkowania wobec poleceń przełożonych i przekonania o ich nieomylności, zależności i odpowiedzialności wobec mocodawców, oraz parareligijny kult przywódcy.
W nazistowskich Niemczech stosowanie zasady wodzostwa powodowało, że ustne zarządzenia i decyzje Hitlera czy Himmlera posiadały moc równą prawu pisanemu. Decyzje tego typu nie wymagały potwierdzenia w dokumentach i stanowiły dalszą podstawę do wydania dalszych zarządzeń o charakterze wykonawczym. "Moc prawną" uzyskiwały również projekty rozporządzeń, opracowane przez odpowiednie organa wykonawcze, po ustnej aprobacie przywódców nazistowskich III Rzeszy. Po 1945 wielu zbrodniarzy nazistowskich tłumaczyło swoje przestępstwa posłuszeństwem wobec zasady wodzostwa.